# Martin Rees
Martin John Rees, barone Rees di Ludlow (York, 23 giugno 1942), è un astronomo e cosmologo inglese.
Astronomo reale dal 1995 e master del Trinity College dell'Università di Cambridge dal 2004, dal 1º dicembre 2005 al 2010 è stato presidente della Royal Society.

## Biografia
Rees ha studiato presso la Shrewsbury School e il Trinity College. In seguito ha studiato negli Stati Uniti prima di diventare professore all'Università del Sussex. Tornato all'Università di Cambridge, prese il posto di Plumian Professor di astronomia fino al 1991 e di direttore dell'istituto di astronomia dell'Università. Dal 1992 al 2003 è stato professore di ricerca della Royal Society e dal 2003, professore di cosmologia e di astrofisica. È stato professore di astronomia al Gresham College di Londra nel 1975 e dal 1979 è membro della Royal Society. Inoltre è professore esterno all'Imperial College di Londra e all'Università di Leicester.
Nella sua carriera ha prodotto più di 500 pubblicazioni e ha dato importanti contributi alla teoria dell'origine della radiazione cosmica di fondo, oltre che allo studio della formazione delle galassie. I suoi studi sulla distribuzione dei quasar diedero una forte argomentazione contro la teoria dello stato stazionario. Fu inoltre uno dei primi a proporre che l'energia dei quasar sia prodotta da enormi buchi neri. È inoltre un noto divulgatore scientifico di astronomia e di scienze in generale.
Dal 22 luglio 2005 è titolare di seggio a vita alla Camera dei Lord e dal 6 settembre dello stesso anno è stato nominato Barone Rees di Ludlow, una città nella contea di Shropshire.
Nel 2010 ha tenuto l'annuale serie delle prestigiose Reith Lectures per la BBC.

## Opere
- Martin Rees, L'attrazione fatale della gravità: i buchi neri dell'universo, Bologna, Zanichelli, 1997, ISBN 88-08-15634-6.
- Martin Rees, Prima dell'inizio: il nostro universo e gli altri, Milano, Raffaello Cortina, 1998, ISBN 88-7078-508-4.
- Martin Rees, I sei numeri dell'universo: le forze profonde che spiegano il cosmo, Milano, Rizzoli, 2002, ISBN 88-17-86756-X.
- Martin Rees, Il nostro ambiente cosmico, Milano, Adelphi, 2004, ISBN 88-459-1858-0.
- Martin Rees, La lucciola e il riflettore: alla scoperta del mondo intorno a noi, Roma, Di Renzo, 2004, ISBN 88-8323-080-9.
- Martin Rees, Il secolo finale: Perché l'umanità rischia di autodistruggersi nei prossimi cento anni, Milano, Mondadori, 2004, ISBN 88-04-52678-5.
- Martin Rees (a cura di), Universo, Milano, Mondadori, 2006, ISBN 88-370-4377-5.
- Martin Rees, Da qui all’infinito: una riflessione sul futuro della scienza, Torino, Codice, 2012, ISBN 978-88-7578-317-4.
- Martin Rees, Il nostro futuro. Scenari per l’umanità, Treccani, 2019, ISBN 978-88-1200-733-2.

## Riconoscimenti
- Premio Heineman per l'astrofisica (1984)
- Medaglia d'oro della Royal Astronomical Society (1987)
- Premio Balzan per l'astrofisica delle alte energie (1989)
- Medaglia Karl Schwarzschild (1989)
- Bruce Medal (1993)
- Premio Bruno Rossi (2000)
- Henry Norris Russell Lectureship della American Astronomical Society (2004)
- Premio Michael Faraday della Royal Society per la divulgazione scientifica (2004)
- Premio Crafoord, con James Edward Gunn e James Peebles (2005)
- Medaglia Caird (2007)
- Premio Templeton (2011)
- Medaglia Isaac Newton per la fisica (2012)
- Medaglia Dirac dell'ICTP (2013)
- Medaglia Copley (2023)[2]

Gli è stato dedicato un asteroide, 4587 Rees.